# Dolf Zwerver
Dolf Zwerver (Nijehaske, 27 februari 1932 – Utrecht, 22 januari 2010) was een Nederlands kunstschilder.
Dolf Zwerver woonde tot voor de oorlog in het Friese Oranjewoud. Zijn vader was schilder en reclametekenaar, waardoor het tekenen en schilderen hem met de paplepel werd ingegoten. Zwerver verhuisde vlak voor de Tweede Wereldoorlog met zijn ouders van Friesland naar Utrecht. Hij was werkzaam als reclameschilder en had vervolgens baantjes als matroos, timmerman, magazijnbediende en glazenwasser. Vanaf eind jaren vijftig richtte de autodidact zich op een loopbaan als kunstschilder. In 1965 werd hij 'ontdekt' bij een wedstrijd voor zondagsschilders van het blad Eva en vervolgens ontwikkelde hij zich in enkele jaren tot een fijnschilder van hoog niveau.
Het oeuvre van Zwerver wordt gekenmerkt door dromerige, bespiegelende schilderijen. Aanvankelijk werd hij daardoor bij de naïeve kunst ingedeeld. In Zwervers werk vormt zijn jeugd in Oranjewoud, een wereld van verstilde tuinen, doolhoven en bossen, een terugkerend decor. Ook de stilte van het landgoed Rhijnauwen bij Utrecht is zo'n bron van inspiratie. Zijn bekendste werk is Groot Drieluik Sanssouci met tientallen sprookjesachtige figuren en dieren, waar hij in totaal tien jaar van zijn leven aan werkte. 
Het werk van Zwerver is onder andere te zien in het Centraal Museum in Utrecht en in het Rijksmuseum Amsterdam. Ook exposeerde hij in het Rembrandthuis en had hij tweemaal een grote overzichtstentoonstelling in Slot Zeist. De schrijver en dichter Ingmar Heytze gebruikte het werk geregeld als omslag voor zijn bundels. Ook ontwierp Zwerver omslagen voor de Salamanderpockets.
Zwerver was aangesloten bij het Genootschap Kunstliefde.
Zwerver ligt in Utrecht begraven op begraafplaats Soestbergen in de nabijheid van een van zijn kunstvrienden, Gerard van Rooy.